# 변인태
변인태(邊仁泰, ? ~ ? )는 조선의 군인이다.
제주도 애월면 출신으로, 생몰연대는 알 수 없다. 서귀포에 배치된 군졸로, 서귀진 조방장의 심부름꾼이었다. 꾀가 많은 거짓말쟁이로 속이지 못하는 사람이 없었다 하며, 제주 지역에 여러 전설이 전승된다.